# Mary Krebs-Brenning

Mary Krebs-Brenning

Mary Krebs-Brenning (* 5. Dezember 1851 in Dresden; † 27. Juni 1900 ebenda im Stadtteil Strehlen) war eine deutsche Pianistin.

## Leben

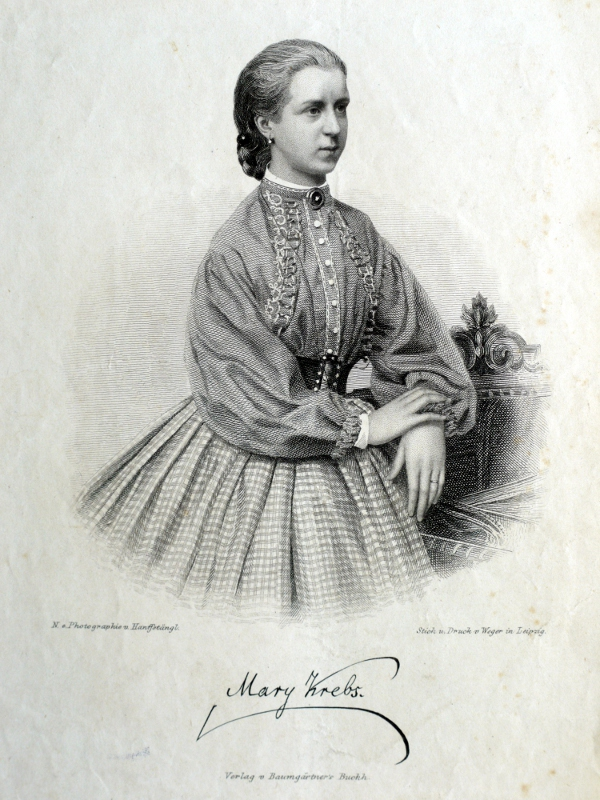
Mary Krebs-Brenning, Stich von August Weger

Sie war die Tochter der Opernsängerin Aloyse Krebs-Michalesi und des Königlich-Sächsischen Hofkapellmeisters Karl August Krebs. Ihre Schwester war die Schauspielerin Antonie Maria Krebs (1845–1918), die mit dem Schauspieler und Regisseur Fedo von Jarosch (1835–1918) verheiratet war.
Der Vater unterrichtete seine Tochter schon vom sechsten Lebensjahr an im Klavierspiel. Ihrem ersten eigenen Konzert 1863 im ehemaligen Dresdner Hotel de Saxe folgen zahlreiche weitere Konzerte in Leipzig, Hamburg und in England.
Sie galt als „Wunderkind“ und wurde bereits im Alter von 13 Jahren von König Johann zur königlichen Kammervirtuosin ernannt. Im Oktober 1870 trat sie eine Konzertreise nach Amerika an und durchquert in zwei Jahren die Vereinigten Staaten. Viele damals maßgebende Kritiker sahen sie als die „erste“ deutsche Pianistin ihrer Zeit an. Ihre Größe beruhte nach den Kritiken auf dem rechten Maß. Sie begleitete unter anderem die Sopranistin Adelina Patti am Piano und musizierte gemeinsam mit Anton Rubinstein sowie der Königlichen Hofkapelle und dem Gewerbeorchester.

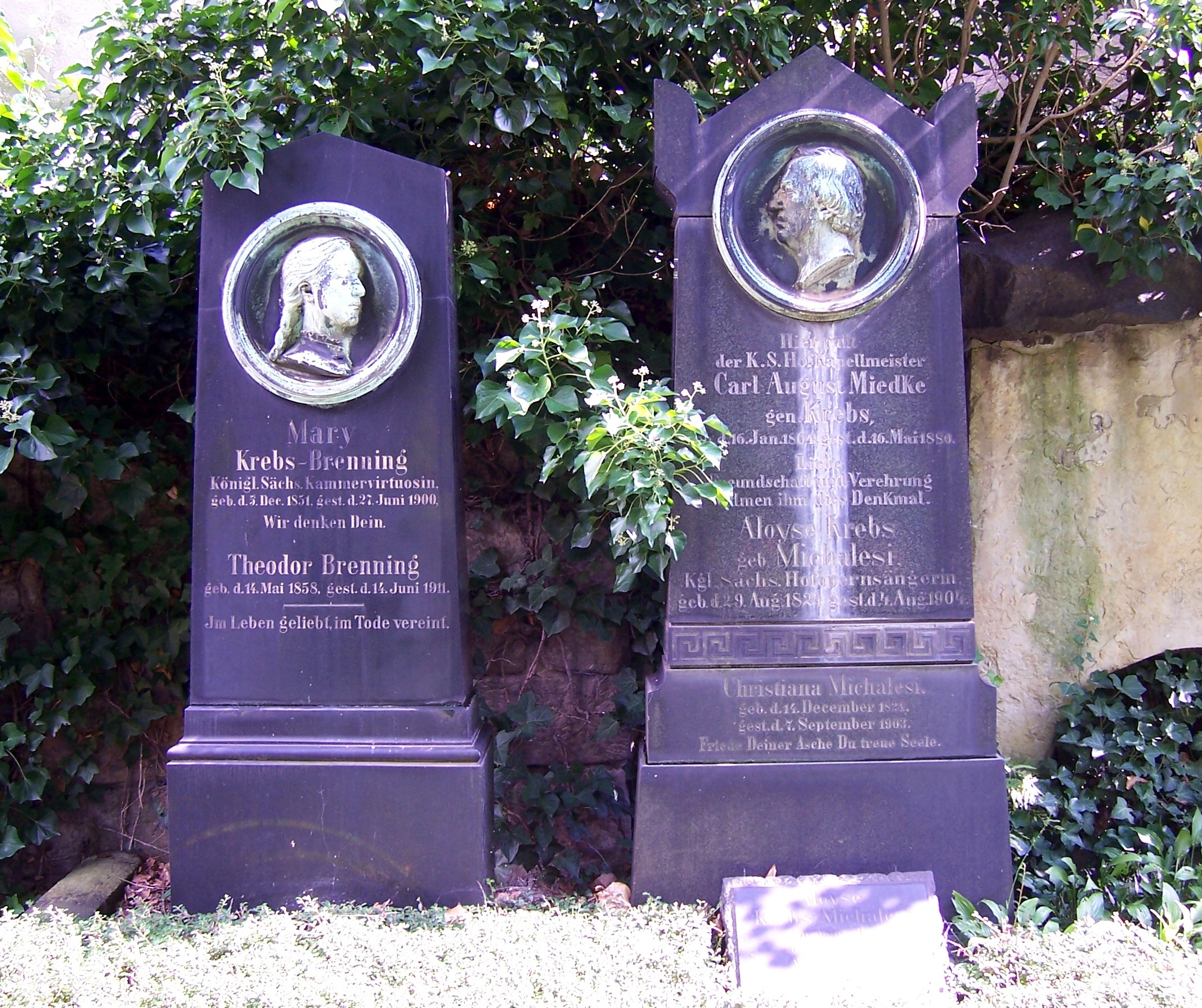
Grab von Mary Krebs-Brenning (li.) und ihren Eltern (re.) auf dem Alten Katholischen Friedhof in Dresden

Es folgen Reisen nach England, Sankt Petersburg und Moskau. Im Jahr 1887 vermählte sie sich mit dem königlichen Stallmeister Theodor Brenning, zog sich zunehmend von der Öffentlichkeit zurück und lebte zurückgezogen auf einem Gut in Strehlen. Sie verstarb dort im Juni 1900 und fand ihre letzte Ruhe auf dem Alten Katholischen Friedhof in Dresden-Friedrichstadt. Ihr Grab ist als Stele mit Bildnismedaillon konzipiert.

## Ehrung
Bereits zu ihren Lebzeiten erhielt die Straße, an der Mary Krebs lebte, bei der Eingemeindung Strehlens nach Dresden im Jahr 1892 den Namen Mary-Krebs-Straße.